# Gabon na Letnich Igrzyskach Olimpijskich 2020
Gabon na Letnich Igrzyskach Olimpijskich 2020 – występ kadry sportowców reprezentujących Gabon na igrzyskach olimpijskich, które odbyły się w Tokio w Japonii, w dniach 23 lipca - 8 sierpnia 2021 roku.
Reprezentacja Gabonu liczyła pięcioro zawodników - trzech mężczyzn i dwie kobiety, którzy wystąpili w 4 dyscyplinach.
Był to jedenasty start tego kraju na letnich igrzyskach olimpijskich.

## Reprezentanci

### Judo
| Zawodniczka         | Konkurencja     | 1/16             | 1/8              | Ćwierćfinał      | Półfinał         | Repasaż          | Finał/BM         | Finał/BM |
| Zawodniczka         | Konkurencja     | Przeciwnik Wynik | Przeciwnik Wynik | Przeciwnik Wynik | Przeciwnik Wynik | Przeciwnik Wynik | Przeciwnik Wynik | Miejsce  |
| ------------------- | --------------- | ---------------- | ---------------- | ---------------- | ---------------- | ---------------- | ---------------- | -------- |
| Sarah-Myriam Mazouz | do 78 kg kobiet | Pacut P 0-1      | NQ               | NQ               | NQ               | NQ               | NQ               | NQ       |

### Lekkoatletyka
| Zawodnik          | Konkurencja            | Eliminacje | Eliminacje | Runda 1 | Runda 1 | Półfinał | Półfinał | Finał | Finał   |
| Zawodnik          | Konkurencja            | Czas       | Miejsce    | Czas    | Miejsce | Czas     | Miejsce  | Czas  | Miejsce |
| ----------------- | ---------------------- | ---------- | ---------- | ------- | ------- | -------- | -------- | ----- | ------- |
| Guy Maganga Gorra | Bieg na 100 m mężczyzn | 10,61      | 8. Q       | 10,77   | 57.     | NQ       | NQ       | NQ    | NQ      |

### Pływanie
Mężczyźni
| Zawodnik   | Konkurencja       | Eliminacje | Eliminacje | Półfinał | Półfinał | Finał | Finał   |
| Zawodnik   | Konkurencja       | Czas       | Miejsce    | Czas     | Miejsce  | Czas  | Miejsce |
| ---------- | ----------------- | ---------- | ---------- | -------- | -------- | ----- | ------- |
| Adam Mpali | 50 m st. dowolnym | 27,66      | 68.        | NQ       | NQ       | NQ    | NQ      |

Kobiety
| Zawodniczka | Konkurencja       | Eliminacje | Eliminacje | Półfinał | Półfinał | Finał | Finał   |
| Zawodniczka | Konkurencja       | Czas       | Miejsce    | Czas     | Miejsce  | Czas  | Miejsce |
| ----------- | ----------------- | ---------- | ---------- | -------- | -------- | ----- | ------- |
| Aya Mpali   | 50 m st. dowolnym | 32,24      | 77.        | NQ       | NQ       | NQ    | NQ      |

### Taekwondo
| Zawodnik      | Konkurencja     | 1/8              | Ćwierćfinał      | Półfinał         | Repasaż          | Finał/BM         | Finał/BM |
| Zawodnik      | Konkurencja     | Przeciwnik Wynik | Przeciwnik Wynik | Przeciwnik Wynik | Przeciwnik Wynik | Przeciwnik Wynik | Miejsce  |
| ------------- | --------------- | ---------------- | ---------------- | ---------------- | ---------------- | ---------------- | -------- |
| Anthony Obame | +80 kg mężczyzn | Trajkovič P 5-26 | NQ               | NQ               | NQ               | NQ               | NQ       |